# Ben Lhassine Kone
Ben Lhassine Kone (ur. 14 marca 2000) – iworyjski piłkarz występujący na pozycji pomocnika.